# Asabus

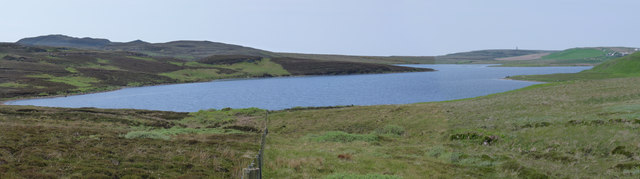
Loch Kinnabus von Arabus aus gesehen

Asabus, auch Assibus, ist eine aufgegebene Ortschaft auf der schottischen Hebrideninsel Islay. Asabus befand sich im Südosten der Halbinsel Oa am Nordostufer von Loch Kinnabus etwa einen Kilometer östlich von Kinnabus. Wie viele Siedlungsnamen auf Oa stammt auch Asabus aus der altnordischen Sprache und spiegelt die Besetzung Islays durch Wikinger wider.
Bei der Volkszählung im Jahre 1861 lebten in Asabus noch acht Personen, die sich auf zwei Familien aufteilten. 1882 sind in Asabus die Existenz eines unbedachten sowie eines teilweise bedachten Gebäudes verzeichnet; 1981 sind eines zwei unbedachte Gebäude. In Asabus ist ein möglicherweise von Menschenhand geschaffener Hügel verzeichnet, über welchen jedoch keine weiteren Informationen vorliegen.